# Тартуський університет
Тартуський університет (ест. Tartu Ülikool, від 1919 року; лат. Universitas Tartuensis; нім. Universität Dorpat, 1802—93; Дерптський, Юр'ївський, 1893—1918) — університет у місті Тарту (Естонія), єдиний класичний у країні.

## Загальна інформація
У Тартуському університеті навчається 14000 студентів, працює 3700 осіб (у тому числі 220 професорів, 2100 наукових працівників).
Засновник університету — король Швеції Густав II Адольф (1632) на території землі Лівонія. На той час Дерптський університет був другим університетом Шведського королівства після Університету Уппсала (лат. Universitas Gustaviana).
Серед професорів університету був і дослідник руського права Евальд Карлович Тобін.

## Історія
Університет створений 1632 року королем Швеції Густавом II Адольфом як Universitas Gustaviana. Повстав на базі польського єзуїтського коледжу Gymnasium Dorpatense, утвореного у Тарту королем Стефаном Баторієм 1583 (існував до 1601). Після короткої перерви під час ІІ Північної війни заклад відновив роботу 1690 — при королі Карлі XI під назвою Universitas Gustaviana-Carolina. Пізніше університет перенесений до міста Пярну.
1802 за наказом російського імператора Олександра І університет повернуто до Дерпта (нинішній Тарту) як Cesarea Universitas Dorpatiensis, де функціонує і нині. 1893-1918 мав назву Юрьївський університет (у зв'язку з перейменуванням Дерпта на Юрьїв). Мовою викладання була німецька, проте 1882 розпочалося планове російщення мови викладання різноманітних предметів, так що до 1898 німецька була повністю вигнана з університетських стін. 1919, після створення незалежної Естонської держави, мовою викладання стає естонська.
Тартуський університет і у шведські, і в російські часи зберігав виняткову автономію в питаннях добору кадрів та студентів, і навіть утримував «вчительську поліцію», яка за своїм значенням перевищувала урядову. Також у часи російської присутності університет готував протестантських теологів — єдиний у імперії. Від 1831, у зв'язку з ліквідацією Віленського та Варшавського універистетів, став головним місцем навчання українців (особливо з Волині та Поділля), поляків та білорусів з-під російської займанщини.
У часи радянської окупації 1944-91 рр. університет став базою для розвитку всесоюзної фіно-угристики (насамперед Пауль Арісте), зокрема історії, етнології, етнографії, лінгвістики та фольклору угро-фінських народів, а також підготовки наукових кадрів для Марійської, Мордовської, Карельської, Удмуртської та Комі АРСР. Крім того, тут створено всесвітньовідомий осередок семіотичних студій[джерело?] (Тартуська школа семіотики культури), який очолював вчений Юрій Лотман.

## Структура університету
Тартуський університет складається з 4 факультетів:
| Факультет мистецтв та гуманітарних наук      | Факультет медицини                                  | Факультет соціальних наук               | Факультет науки та технології               |
| -------------------------------------------- | --------------------------------------------------- | --------------------------------------- | ------------------------------------------- |
| Інститут історії та археології               | Інститут біомедицини та трансляційної медицини      | Інститут освіти                         | Інститут комп'ютерних наук                  |
| Інститут естонської та загальної лінгвістики | Інститут фармації                                   | Школа економіки та бізнес-адміністрації | Естонський морський інститут                |
| Інститут філософії та семіотики              | Інститут стоматології                               | Інститут психології                     | Інститут фізики                             |
| Інститут культурних досліджень               | Інститут клінічної медицини                         | Школа права                             | Інститут хімії                              |
| Інститут іноземних мов та культур            | Інститут сімейної медицини та громадського здоров'я | Інститут соціальних студій              | Інститут геноміки                           |
| Школа теології та релігійних студій          | Інститут спортивних наук та фізіотерапії            | Коледж у Нарві                          | Інститут математики та статистики           |
| Академія культури у Вільянді                 |                                                     | Коледж у Пярну                          | Інститут молекулярної та клітинної біології |
|                                              |                                                     |                                         | Тартуська обсерваторія                      |

## Відомі викладачі
- Александер Петцольд
- Ніна Аясмяе

## Відомі випускники
- Малл Ваасма — естонський міколог.
- Володимир Даль — російський письменник, лексикограф, етнограф данського походження.
- Олев Їгі — естонський літературознавець, перекладач.
- Каімо Кууск — естонський дипломат.
- Тоомас Кукк — естонський ботанік, головний редактор журналу Eesti Loodus.
- К. Е. Ліндеман — ентомолог та громадський діяч.
- Матті Маасікас — естонський дипломат.
- Едуард Мірам (1833) — зоолог, фізіолог, професор Київського університету.
- Вільгельм Оствальд — фізико-хімік і філософ-ідеаліст, лауреат Нобелівської премії з хімії 1909 року.
- Гелью Ребане — естонська і російська письменниця-фантастка і поетеса.
- Тоомас Саві — естонський політик, лікар, член європейського парламенту.
- Фальц-Фейн Фрідріх Едуардович — засновник заповідника «Асканія Нова».
- Пустильнік Ізольд Бенціонович — астроном, доктор фізики-математичних наук.
- Барон Максиміліан де Шодуар — відомий вчений-ентомолог.
- Владімір Ріївес — естонський астроном.
- Олена Скульська — естонська радянська письменниця, поетеса, драматург та перекладачка.
- Яан Унт — офіцер Естонської армії під час війни за незалежність, командир Піхотного батальйона Купер'янова.
- Пеетер Ярвелайд — естонський історик і правознавець
- Микола Гулак — засновник Кирило-Мефодіївського товаприства.

## Українці в Тартуському університеті
В Тартуському університеті здобула освіту та викладала чимала кількість українців — студентів та вчених.
Це зокрема, закарпатський просвітитель Іван Орлай, один із засновників Кирило-Мефодіївського товариства Микола Гулак, брат Лесі Українки Михайло Косач, філолог Володимир Даль, історик і етнограф Микола Закревський, майбутній президент НАН України Микола Василенко, український геолог Олександр Дубянський, активіст українського національного руху, журналіст Олександр Тищинський (1860—1861), етнограф і славіст Олександр Котляревський, український мистецтвознавець і хорист Гнат Яструбецький, український соціолог та філософ Богдан Кістяковський, член Української Центральної Ради, лікар-гінеколог Олександр Крупський, лікар-терапевт Федір Цицурін, мовознавець Микола Грунський, психіатр Олександр Ющенко, професор Рішельєвського ліцею Володимир Петровський.
Перед Першою світовою війною громада українців в університеті була одною з найбільших в Російській імперії: викладачі, нелегальна українська студентська громада «Музично-драматичне товариство малоросів у Юр'єві», «Волинське студентське земляцтво в Юр'єві» тощо.